# 上海蘭田中學
上海蘭田中學是中華人民共和國上海市普陀區一所民辦初級中學，曹杨二中教育集团成员之一，學校成立於1993年，前身是公辦學校勤建中學。學校佔地20313平方米，建築面積12115平方米。學校創立之初為公立學校，1995年變為公立民辦學校。2005年转制为民办中学。

## 外部連結
- 官方网站